# Business Insider
«Би́знес инса́йдер» (англ. Business Insider, дословно — «Деловой осведомитель») — один из ведущих мировых новостных порталов, имеющий особенный стиль агрегации и обработки информации. 
В отличие от аналитических агентств (таких как Gartner), на Business Insider аналитические новости обычно публикуются с комментариями через несколько часов с момента их доступности без ожидания сопоставления с финансовыми отчётами корпораций, но всегда информация базируется на авторитетных источниках.
По независимым данным в 2011 году ежемесячная аудитория портала достигла 7.8 миллиона человек. По данным Amazon Alexa портал входит в число четырёхсот крупнейших сайтов в мире. По данным самого портала, которые базируются на Google Analytics, он достиг в 2012 году посещаемости 20 миллионов человек в месяц.

## История
Сайт основан в феврале 2009 года, штаб-квартира находится в Нью-Йорке. Основан создателем портала DoubleClick и бывшим его руководителем Kevin P. Ryan на основании проектов Silicon Alley Insider (запущен 16 мая 2007) and Clusterstock. 97% акций компании принадлежит германскому медиаконцерну Axel Springer AG.

## Редакция
Главный редактор Генри Блоджет, был управляющим директором таких компаний как Merrill Lynch, Pierce, Fenner & Smith и был отстранён от операций с ценными бумагами за раскрытие информации о реальных рисках клиентов на пузыре «доткомов». Журналист Дэн Фроммер ранее был одним из основных авторов статей Forbes. Заместитель главного редактора Joe Weisenthal работал как штатный аналитик с целой серией компаний относящихся к «доткомам» и наблюдал махинации по созданию «пузыря» изнутри. Заместитель главного редактораНиколас Карлсон ранее работал на портале Internet.com и центральном блоге Gawker Media о Кремниевой долине, а также на портале Valleywag.com.

## Редакционная политика
Сайт выступает агрегатором и комментатором новых официальных и инсайдерских новостей: каждая новость обычно снабжается «острым» комментарием, сатирический тон комментариев в совокупности с авторитетными источниками обычно указывает на то, где корпорации проводят дезинформацию через средства своего маркетинга и какие их намерения в реальности.
Несмотря на выбранный сатирический тон комментариев, ставшим вместе со скоростью реакции визитной карточкой портала, сам портал является авторитетным аналитическим агентством и на него ссылаются такие авторитетные издания как The New York Times и средства массовой информации как National Public Radio. Новости портал мониторит в режиме реального времени и славится тем, что может её опубликовать буквально через минуты после доступности источников, для этого 45 журналистов постоянно находятся в режиме сканирования источников.
Business Insider критикуется известными блогерами Felix Salmon и Marco Arment из Рейтер за чрезмерную скорость агрегации источников, что по их мнению создает избыток информации и мало отличается от механической агрегации материалов Google. Главный редактор и руководитель Business Insider — Henry Blodget выступил с защитой метода агрегации новостей, указав, что метод агрегации новостей не механический, а базируется на тысячах добровольцев-волонтёров и инсайдеров, которые сообщают команде мониторинга новостей новую горячую информацию Действительно, у портала существует специальная форма с помощью которой любой желающий может анонимно передать информацию

## Награды
Журнал Time включил Business Indsider в список 25 лучших блогов по финансовым комментариям («Best 25 Financial Blogs»),. Раздел IT-новостей был выбран PC Magazine в числе списка лучших IT-блогов 2009 года («Our Favorite Blogs 2009»).